# Đakovačko-osječka nadbiskupija
Đakovačko-osječka nadbiskupija (do 18. lipnja 2008. Đakovačka i Srijemska biskupija; punog imena Đakovačka ili Bosanska i Srijemska biskupija) je upravna jedinica Katoličke crkve u istočnoj Hrvatskoj. Ujedno je i metropolija kojoj su podložne Požeška i Srijemska biskupija.

## Zemljopisni smještaj
Uokviruju ju rijeke Sava, Drava i Dunav, bez dijela koji pripada Vojvodini i Srbiji. Na zapadu, granica je crta koja ide od posavskih mjesta Šumeća i Slobodnice (kod Slavonskog Broda), mjestâ koja su uz Savu,  do, uključivo, Viljeva (mjesto nedaleko od obale rijeke Drave i grada Donjeg Miholjca). Područje Baranje također pripada ovoj nadbiskupiji.
Do 18. lipnja 2008. Đakovačkoj i Srijemskoj biskupiji pripradao je cijeli Srijem, što znači i župe izvan autonomne pokrajine Vojvodine: Zemun i Novi Beograd. Grad Petrovaradin pripadao je ovoj biskupiji, za razliku od Novog Sada, koji pripada Subotičkoj biskupiji.

## Povijest
Nastala je sjedinjenjem starih biskupija, Bosanske i Srijemske. To je učinjeno bulom pape Klementa XIV. "Universi orbis Ecclesiis" od 9. srpnja 1773., i otad je nosila ime "Srijemska biskupija".
18. studenog 1963. je promijenjeno ime, i nosi ime "Đakovačka ili Bosanska i Srijemska biskupija", često skraćeno nazivana "Đakovačka i Srijemska" ili "Đakovačko-srijemskom" biskupijom.
18. lipnja 2008. odlukom pape Benedikta XVI. ponovno je uspostavljena Srijemska biskupija, a ostali dio Đakovačke i Srijemske biskupije podignut je na razinu nadbiskupije i preimenovan u Đakovačko-osječku nadbiskupiju. Nadbiskupija je ujedno i metropolija đakovačko-osječka, a sufraganske su mu biskupije Požeška i Srijemska.

## Popis Đakovačko-osječkih biskupa i nadbiskupa
- Vladislav (1141.)
- Milovan (1151.)
- Radogost (1171.)
- Dragonja (oko 1202.)
- Bratoslav (oko 1210.)
- Vladimir (oko 1223. – 1233.?)
- Ivan Teutonac (1233. – 1235.)
- Ponsa (Povša) (1239. – 1271.)
- Roland (1272. – 1289.)
- Toma I. de Szentmagocs (1289. – 1298.)
- Nikola (1298. – 1307.)
- Grgur (1308. – 1313.)
- Guiscard iz Troyesa (1314. – 1317.)
- Benedikt (1317.)
- Petar I. (1317. – 1334.)
- Lovro Lorandi (1336. – 1347.)
- Ivan Boniohalles (1348. – 1349.)
- Peregrin Saksonac (1349. – 1356.)
- Petar II. (1356. – 1375.)
- Dominik (1376. – 1381.)
- Juraj II. (1382. – 1385.)
- Ivan II. Lisco (1386. – 1408.)
- Benedikt II. de Benedictis (1410. – 1426.)
- Dionizije de Palocz (1427. – 1428.)
- Josip de Bezza (1428. – 1443.)
- Rafael Herczog de Zekchew (1441. – 1450.)
- Mihajlo (1451. – 1452.)
- Filip Gathal (1452. – 1456.)
- Pavao I. (1457. – 1463.)
- Benedikt III. (1466. – 1484.)
- Matija Varda (1486. – 1488.)
- Stjepan I. Crispo Nagy-Lucsei (1489. – 1490.)
- Luka (1490. – 1493.)
- Gabrijel Polnar (1491. – 1502.)
- Mihajlo II. Keserić (Kesserew) (1502. – 1524.)
- Juraj II. de Palina (1525. – 1526.) pogiba u Mohačkoj bitci
- Bernard Gentilis (1533.)

1536. godine Đakovo osvaja Arnaud Mehmed-beg (Memi-beg)
- Blaž Kovačić (1544. – 1545.)
- Toma II. Skorojević (1560. – 1564.)
- Antun Matković (1573. – 1583.)
- Nikola II. Ugrinović (1584. – 1588.)
- Franjo I. Baličević (1588. – 1615.)
- Anto Matić Požežanin (1615. – 1625.)
- Petar III. Zlojutrić Soljanin (1601. – 1623.)
- Ljudevit Ujlaky (1602. – 1603.)
- Franjo II. Erghelius (1605. – 1607.)
- Ivan IV. Telegdi (1610. – 1613.)
- Toma III. Balasfy (1613. – 1621.)
- Stjepan II. Sennyey (1621. – 1622.)
- Ladislav Deáky (1623. – ?)
- Ivan V. Posgay (1625. – 1631.)
- Toma IV. Ivković (1625. – 1631.)
- Ivan VI. Tonko Mrnjavić (1631. – 1635.)
- Jeronim Lučić (1634. – 1639.)
- Toma V. Mrnjavić (1639. – 1644.)
- Marijan II. Maravić (1645. – 1660.)
- Marin Ibrišimović (1647. – 1648.)
- Pavao II. Posilović (1648. – 1650.)
- Mato Benlić (1651. – 1660.)

1687. godine ulazak carske vojske u Đakovo
- Nikola III. Ogramić Olovčić (1669. – 1701.)
- Juraj III. Patačić (1703. – 1716.)
- Petar IV. Bakić (1716. – 1749.)
- Franjo III. Thauszy (1749. – 1751.)
- Josip Antun Ćolnić (1751. – 1773.)

### Bosansko-srijemska biskupija sa sjedištem u Đakovu
- Matej Franjo Krtica (1773. – 1805.)
- Antun Mandić (1806. – 1815.)
- Mirko (Emerik) Raffay (1816. – 1830.)
- Matija Pavao Sučić od Pačira (Pavao Matija Sučić de Pecser) (1831. – 1834.)
- Josip Kuković (1834. – 1849.)
- Josip Juraj Strossmayer (1849. – 1905.)
- Ivan Krapac (1910. – 1916.)
- Antun Akšamović (1920. – 1951.)
- Stjepan Bauerlein (1951. – 1973.)

### Đakovačka ili Bosanska i Srijemska biskupija
- Ćiril Kos (1974. – 1997.)
- Marin Srakić (1997. – 2008.)

### Đakovačko-osječka nadbiskupija
- Marin Srakić (2008. – 2013.)
- Đuro Hranić (2013. – danas)

## Poznati svećenici
Poznati svećenici koji su djelovali u ovoj biskupiji, bilo po svom svećenićkom radu, bilo po inim područjima ljudskog djelovanja (znanost, prosvjeta, politika...).
- Josip Juraj Strossmayer, biskup, mecena
- Đuro Patačić, biskup
- Petar Bakić, biskup
- Miroljub Ante Evetović, narodni preporoditelj bačkih Hrvata
- Matija Pavić, veliki prepozit, povjesničar
- Josip Gunčević, profesor teologije, ubijen 1945.
- Mato Topalović, ilirac
- Emerik Gašić, povjesničar
- Jeronim Andrić, pisac prve knjige pastoralne teologije u Hrvata
- Pero Ivanišić Crnkovački, crkveni glazbenik i skladatelj
- Stjepan Lovrić, crkveni glazbenik i skladatelj
- Ilija Okrugić, hrv. pjesnik
- Mitar Dragutinac, hrv. pjesnik

## Također pogledajte
- Đakovačka katedrala
- Osječka konkatedrala
- Katolička upravna podjela Republike Hrvatske
- Đakovačka i Srijemska biskupija
- Stara crkva sv. Mateja (Štitar)
- Popis župa nadbiskupije